# Entropie
În termodinamică, entropia este o măsură cât de aproape de echilibrul termodinamic; este o proprietate extensivă a unui sistem termodinamic. Noțiunea a fost introdusă de Rudolf Clausius pornind de la analiza reversibilității unor cicluri termodinamice pe baza ciclului ideal de randament maxim, ciclul Carnot. Este o funcție de stare caracterizată prin relația diferențială:
{\displaystyle dS_{A}={\frac {dQ_{rev}}{T}}}
unde dQrev este cantitatea de căldură elementară (infinitezimală) schimbată cu exteriorul într-o transformare reversibilă, între starea A la care se referă entropia SA și starea de referință A0, iar T este temperatura absolută la care are loc transformarea. O introducere a entropiei termodinamice legată de considerații geometrice este datorită lui Constantin Carathéodory.

## Elaborarea noțiunii
Autorul noțiunii de entropie este Rudolf Clausius într-un articol științific din 1854 care conține un enunț privind suma căldurilor reduse, schimbate reversibil, într-un ciclu Carnot. Clausius extinde analiza la un ciclu reversibil oarecare pentru care formulează proprietatea că integrala tuturor căldurilor reversibile reduse și infinitezimale este nulă. De aici obține diferențiala unei mărimi de stare ca raport între căldura reversibilă elementară și temperatură - căldura redusă.
Numele entropie datează din 1865, dintr-un articol al aceluiași autor în care stabilește egalitatea fundamentală care leagă principiul întâi de principiul al doilea al termodinamicii.
Ulterior un alt autor, în 1870, aplică noțiunea elaborată de autorul german pentru un gaz ideal la amestecurile gazoase, introducând pentru acestea noțiunea perete semipermeabil care permite efectuarea amestecării gazelor în mod reversibil.

## Variația de entropie a unui sistem
Diferența de entropie între două stări A și B se obține prin integrarea diferențialei entropiei între stările indicate:
{\displaystyle S_{B}-S_{A}=\int _{A}^{B}{\frac {dQ_{rev}}{T}}}
{\displaystyle S_{A}=\int _{A_{0}}^{A}{\frac {dQ_{rev}}{T}}}
Entropia masică este raportul dintre entropia unui corp omogen și masa acestuia.
În cadrul unui sistem izolat desfășurarea proceselor este posibilă numai în sensul în care se produce creșterea entropiei. Expresia entropiei se poate deduce pornind de la expresia randamentului ciclului Carnot, astfel:
{\displaystyle \eta =1-{\frac {|Q_{0}|}{Q}}=1-{\frac {T_{0}}{T}}}
de unde:
{\displaystyle {\frac {Q}{T}}-{\frac {|Q_{0}|}{T_{0}}}=0.}

### În transformări simple la compoziție chimică constantă
Pentru anumite transformări simple în sisteme cu compoziție chimică constantă, modificările entropiei changes au expresii algebrice simple.
Pentru comprimarea (sau destinderea) unui gaz ideal de la un volum inițial {\textstyle V_{0}} și presiune inițială {\textstyle P_{0}} la un volum final {\textstyle V} și presiune finală {\textstyle P} la orice temperatură constantă, variația entropiei e:{\displaystyle \Delta S=nR\ln {\frac {V}{V_{0}}}=-nR\ln {\frac {P}{P_{0}}}}, unde {\textstyle n} e cantitatea de gaz (in moli) și {\textstyle R} constanta universală a gazelor. Aceste ecuații sunt valabile și pentru destinderea într-un vid finit în care temperatura, energia internă și entalpia unui gaz ideal rămân constante.

## Diagrame entropice
Entropia unei anumite stări, fiind o mărime de stare importantă pentru sistemele termodinamice, este folosită la reprezentări grafice ca mărime de referință a unei axe de coordonate. Diagramele care au entropia ca mărime de referință pentru una din axele de coordonate, se numesc diagrame entropice.
În diagrama entropică T-s poate fi reprezentată orice transformare reversibilă.